# Suheil al-Hasan
Suheil Salman al-Hasan (Jableh, 1970.), poznat i pod nadimkom Tigar je general bojnik Sirijske vojske i zapovjednik njihovih elitnih postrojbi, Tigrova. On je dio nove generacije sirijskih generala koja je izrasla kroz Građanski rat u Siriji.